# Enrique Almada (Schachspieler)
Enrique Almada (* 29. Dezember 1963) ist ein Schweizer Schachspieler uruguayischer Herkunft.

## Leben
Trainiert wurde er in Uruguay von Manuel Dienavorian.
Enrique Almada absolvierte die Universidad de la República (UDELAR), die grösste Universität Uruguays, mit dem Abschluss Elektroingenieur. Die Hochschule Luzern schloss er 2007 bei Fritz Rothenbühler als Maschinenbauingenieur ab.

## Erfolge
Zu seinen grössten Erfolgen gehört der Gewinn der uruguayischen Einzelmeisterschaft 1988 und 1989. Er startete dabei für den Club Solís de Las Piedras.
Für die Nationalmannschaft Uruguays spielte er bei der 5. U26-Weltmeisterschaft 1985 im argentinischen Mendoza am dritten Brett. 1987 gewann er in Uruguay das Argentino Hotel Open. Er nahm für Uruguay an drei Schacholympiaden teil: 1986 in Dubai am ersten Reservebrett mit einem ausgeglichenen Ergebnis von vier Punkten aus acht Partien, 1988 in Thessaloniki am Spitzenbrett und 1990 in Novi Sad am dritten Brett. In Novi Sad erhielt er eine individuelle Silbermedaille für sein Ergebnis von sieben aus neun. 1999 gewann er das 1. Seeburg Open in Luzern vor den Grossmeistern Ian Rogers und Stefan Djurić.
1992 wechselte er den Schachverband und spielt seitdem für den Schweizerischen Schachbund (SSB). Vereinsschach spielte er in der Schweizer Schachbundesliga bis zur Saison 2000, und zwar für Luzern Musegg, und in der Nationalliga A seit 1997 für den Schachklub Luzern, mit dem er 2018 Schweizer Mannschaftsmeister wurde.
Seit 1991 trägt er den Titel FIDE-Meister. Eine Norm zur Erlangung des Titels Internationaler Meister erzielte er in der Saison 2001 der Nationalliga A. Seine höchste Elo-Zahl war 2382 von Januar bis Dezember 2002.